# Алевіз Фрязін Старий

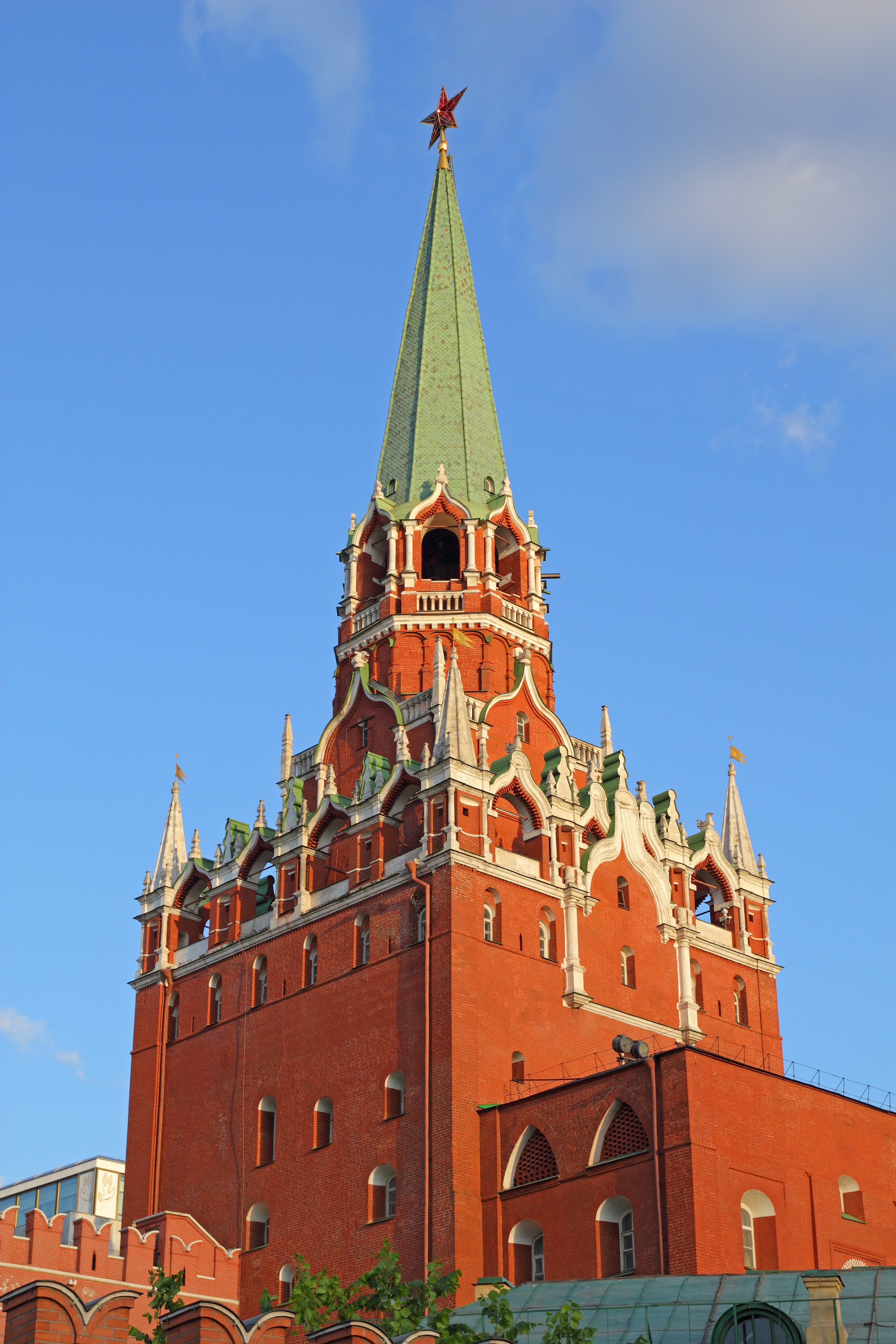
Троїцька вежа Московського Кремля

Алевіз Фря́зін (Алевіз Ста́рий, Алевіз Міла́нець, італ. Aloisio da Milano, також іноді просто Алевіз; XV століття — XVI століття) — італійський архітектор Алоїзіо да Кареза́но (Карка́но), який працював у Великому князівстві Московському наприкінці XV — на початку XVI століття. У 1494–1499 роки добудовував укріплення Московського кремля, у 1499—1508 роках будував Великий Кремлівський палац і стіни від палацу до Боровицької вежі, у 1508—1519 роках працював над стінами, вежами та ровами Кремля зі сторони Неглинної річки, у тому числі над Троїцькою вежею.
Це перший архітектор на ім'я Алевіз, який прибув до Москви з Італії (прибулого через десять років називають Алевізом Новим).

## Життєписні дані
Літописи під 1494 роком повідомляють про Алевіза Старого: «Приидоша посли великого князя на Москву, Мануило Аггелов Грекъ да Данила Мамиревъ, что посылал их князь великий мастеровъ для въ Венецію й Медіоламъ; они же приведоша на Москву Алевиза мастера стѣннаго й палатного и Петра пушечника й іних мастеровъ». Як встановили сучасні італійські дослідники, йдеться про Алоїзу та Карезано (Каркано).
Ймовірно, Алевіз замінив померлого в 1493 році П'єтро Антоніо Соларі і з 1494 по 1499 роки був керівником кремлівського фортифікаційного будівництва.
Наступна літописна згадка про Алевіза Старого пов'язана з тим, що в 1499 році «князь великий велѣлъ заложити дворъ свои, полаты каменыа и кирпичныа, а под ними погребы и ледники, на старом дворѣ у Благовѣщениа, да стѣну камену отъ двора своего до Боровитскиа стрѣлници; а мастеръ Алевизъ Фрязинъ отъ града Медиолама». Це будівництво було завершено до 1508, коли Василь III переїхав у побудований палац:8. Те, що мова тут йде саме про Алевіза Старого, підтверджується згадкою міста Медіолама (Мілана).
У 1504 році до Москви прибув Алевіз Новий.
У 1508 році «князь великий велѣлъ вкругъ града Москвы ровъ дѣлати камениемъ и кирпичемъ и пруды чинити вкруг града Алевизу Фрязину»:8. Літописи наводять і більш конкретні відомості про ці роботи, які почали в 1507 і закінчили в 1519 році, — будували стіни, башти, греблі і рів вздовж річки Неглинної.

## Будівлі
До 1970-х років в історії архітектури панувала наступна точка зору: Алевіз Старий будував лише західні укріплення Кремля вздовж Неглинної, а Алевіз Новий — всі інші, згадані в літописних повідомленнях споруди (Великий Кремлівський палац, Архангельський собор, церква Різдва Іоанна Предтечі біля Боровицьких воріт:10 і храми, закладені в 1514 році)). Алевіза Нового вважали одним з найбільших архітекторів епохи, а Алевіза Старого звели до ролі другорядного (порівняно з Соларі) фортифікатора.
В останній чверті XX століття цю точку зору поставили під сумнів С. С. Под'япольський і В. П. Виголов. Обидва дослідники віднесли кремлівський великокнязівський палац до творчості Алевіза Старого, а В. П. Виголов сумнівався в авторстві Алевіза Нового і щодо церков, закладених у 1514 році. С. В. Заграєвський показав, що аргументи С. С. Под'япольського і В. П. Виголова на користь віднесення кремлівського палацу до творчості «майстра сотенного і палатного» Алевіза Старого переконливі (Алевіза Нового в 1499 році ще не було на Московії, до того ж у літописному повідомленні під цим роком говориться, що майстер був з Мілана), але автором церков, побудованих після 1514, був усе ж Алевіз Новий.
Таким чином, з 1494 по 1499 роки Алевіз Старий добудовував кремлівські укріплення, які не встиг завершити Соларі. У 1499—1508 роках він будував Великий кремлівський палац і стіни від палацу до Боровицької вежі, у 1508—1519 — працював над стінами, вежами й ровами Кремля з боку Неглинної.
Подальша доля зодчого невідома.